# Albina Xabibulina
Albina Xabibulina (engl. Transkription Albina Khabibulina; * 11. Mai 1992 in Taschkent) ist eine ehemalige usbekische Tennisspielerin tatarischer Abstammung.

## Karriere
Xabibulina begann mit sechs Jahren das Tennisspielen und bevorzugte Hartplätze. Sie spielte vorrangig Turniere der ITF Women’s World Tennis Tour, wo sie in ihrer Karriere einen Titel im Einzel und 31 Doppeltitel gewann.
Xabibulina spielte 2007 bis 2011 für die usbekische Billie-Jean-King-Cup-Mannschaft. In 19 Begegnungen trat sie siebenmal im Einzel und in 17 Doppel an, wovon sie vier Einzel und sieben Doppel gewinnen konnte.
In der Saison 2018 spielte Xabibulina in der deutschen 2. Tennis-Bundesliga für den Großflottbeker THGC. Sie trat bei allen sechs Ligaspielen sowohl im Einzel als auch im Doppel an und konnte von ihren sechs Einzeln eines und von den sechs Doppel drei gewinnen.

### Lebenslange Sperre
Xabibulina wurde wegen Vorwürfen der Spielmanipulation ab dem 22. November 2019 vorläufig suspendiert und ab 21. November 2021 lebenslang gesperrt, sowie zu einer Geldstrafe von 150.000 US-Dollar verurteilt. Die International Tennis Integrity Agency (ITIA) sah es als erwiesen an, dass sie gegen mehrere Regeln des Tennis Anti-Corruption Program (TACP) verstoßen hat, insbesondere Spiele manipuliert haben soll. Der mit der Untersuchung beauftragte Professor McLaren stellte fest, dass sich die Spielerin der Spielmanipulation schuldig gemacht hatte, sich an andere Spielerinnen gewandt hatte, um zu versuchen, Spiele zu manipulieren, korrupte Vorgehensweisen nicht gemeldet und bei den Ermittlungen nicht kooperiert hatte. Die Spielerin bestritt keine der Anklagepunkte.

## Turniersiege

### Einzel
| Nr. | Datum          | Turnier   | Kategorie   | Belag | Finalgegnerin         | Ergebnis       |
| --- | -------------- | --------- | ----------- | ----- | --------------------- | -------------- |
| 1.  | 19. April 2009 | Schymkent | ITF $10.000 | Sand  | Poojashree Venkatesha | 6:75, 6:3, 6:1 |

### Doppel
| Nr. | Datum             | Turnier       | Kategorie     | Belag             | Partnerin              | Finalgegnerinnen                              | Ergebnis          |
| --- | ----------------- | ------------- | ------------- | ----------------- | ---------------------- | --------------------------------------------- | ----------------- |
| 1.  | 1. Mai 2009       | Namangan      | ITF $25.000   | Hartplatz         | Xenija Palkina         | Çağla Büyükakçay Pemra Özgen                  | 6:4, 6:76, [10:5] |
| 2.  | 6. September 2009 | Nonthaburi    | ITF $10.000   | Hartplatz         | Kanyapat Narattana     | Lavinia Tananta Varatchaya Wongteanchai       | 5:7, 6:4, [10:8]  |
| 3.  | 17. Oktober 2009  | Antalya       | ITF $10.000   | Sand              | Çağla Büyükakçay       | Amanda Carreras Valentina Confalonieri        | 2:6, 7:5, [10:7]  |
| 4.  | 30. Juli 2010     | Almaty        | ITF $25.000   | Hartplatz         | Xenija Palkina         | Julija Bejhelsymer Emily Webley-Smith         | 6:4, 6:4          |
| 5.  | 26. März 2011     | Namangan      | ITF $25.000   | Hartplatz         | Nigina Abduraimova     | Jekaterina Bytschkowa Marina Shamayko         | 4:6, 7:64, [10:8] |
| 6.  | 9. April 2011     | Almaty        | ITF $10.000   | Hartplatz (Halle) | Zuzana Luknárová       | Lidsija Marosawa Swjatlana Piraschenka        | 7:62, 4:6, [10:5] |
| 7.  | 23. April 2011    | Qarshi        | ITF $10.000   | Hartplatz         | Nigina Abduraimova     | Hanna Schkudun Jekaterina Jaschina            | 6:1, 6:2          |
| 8.  | 30. Juli 2011     | Fargʻona      | ITF $25.000   | Hartplatz         | Nigina Abduraimova     | Elizaveta Anna Nemchinov Anastasiya Prenko    | 6:3, 6:3          |
| 9.  | 28. April 2012    | Andijon       | ITF $10.000   | Hartplatz         | Anastassija Wassyljewa | Sabina Sharipova Jekaterina Jaschina          | 6:0, 6:2          |
| 10. | 5. Mai 2012       | Schymkent     | ITF $10.000   | Hartplatz         | Anastassija Wassyljewa | Maja Gawerowa Xenija Palkina                  | 3:6, 6:1, [10:6]  |
| 11. | 19. April 2013    | Namangan      | ITF $25.000   | Hartplatz         | Anastassija Wassyljewa | Walentina Iwachnenko Xenija Palkina           | 6:3, 6:3          |
| 12. | 26. April 2013    | Andijon       | ITF $10.000   | Hartplatz         | Anastassija Wassyljewa | Polina Monowa Jekaterina Jaschina             | 7:5, 6:4          |
| 13. | 3. Mai 2013       | Schymkent     | ITF $10.000   | Hartplatz         | Anastassija Wassyljewa | Polina Monowa Anna Smolina                    | 2:6, 6:4, [11:9]  |
| 14. | 10. Mai 2013      | Shymkent      | ITF $10.000   | Sand              | Xenija Palkina         | Polina Monowa Anna Smolina                    | 6:2, 6:2          |
| 15. | 31. Mai 2013      | Qarshi        | ITF $10.000   | Hartplatz         | Aljona Sotnykowa       | Sabina Sharipova Jekaterina Jaschina          | 7:5, 6:3          |
| 16. | 22. November 2013 | Astana        | ITF $10.000   | Hartplatz (Halle) | Chantal Škamlová       | Assija Dair Ivanka Karamalak                  | 6:2, 6:3          |
| 17. | 28. Februar 2014  | Astana        | ITF $10.000   | Hartplatz (Halle) | Xenija Palkina         | Kamila Kerimbajewa Weronika Kapschaj          | 6:4, 7:5          |
| 18. | 18. April 2014    | Qarshi        | ITF $25.000   | Hartplatz         | Anastassija Wassyljewa | Jekaterina Bytschkowa Weronika Kudermetowa    | 2:6, 7:5, [10:4]  |
| 19. | 2. Mai 2014       | Andijan       | ITF $10.000   | Sand              | Weronika Kudermetowa   | Polina Monowa Jana Sisikowa                   | 6:4, 7:65         |
| 20. | 27. Juni 2014     | Astana        | ITF $10.000   | Hartplatz         | Jekaterina Kljujewa    | Anna Grigoryan Julia Waletowa                 | 6:3, 6:1          |
| 21. | 3. Oktober 2014   | Schymkent     | ITF $10.000   | Sand              | Palina Pechawa         | Xenija Palkina Alexandra Grintschischina      | kampflos          |
| 22. | 9. Oktober 2014   | Schymkent     | ITF $10.000   | Sand              | Jekaterina Kljujewa    | Darija Lodikowa Palina Pechawa                | 6:4, 6:4          |
| 23. | 28. November 2014 | Astana        | ITF $10.000   | Hartplatz (Halle) | Polina Merenkova       | Kamila Kerimbajewa Jekaterina Jaschina        | 6:2, 6:2          |
| 24. | 23. Januar 2015   | Aqtöbe        | ITF $10.000   | Hartplatz (Halle) | Polina Merenkova       | Alexandra Grintschischina Jekaterina Kljujewa | 6:4, 6:1          |
| 25. | 30. Januar 2015   | Aqtöbe        | ITF $10.000   | Hartplatz (Halle) | Polina Merenkova       | Xenija Palkina Eva Wacanno                    | 6:2, 7:66         |
| 26. | 1. Mai 2015       | Schymkent     | ITF $10.000   | Sand              | Polina Merenkova       | Vlada Ekshibarova Darja Lodikowa              | 6:3, 6:1          |
| 27. | 24. Juni 2017     | Kaltenkirchen | ITF $15.000   | Sand              | Lisa Ponomar           | Gabriella Da Silva Fick Magali Kempen         | 6:4, 6:0          |
| 28. | 25. August 2017   | Rotterdam     | ITF $15.000   | Sand              | Stéphanie Visscher     | Déborah Kerfs Chiara Scholl                   | 7:63, 7:5         |
| 29. | 7. Oktober 2017   | Antalya       | ITF $15.000   | Sand              | İpek Öz                | Réka Luca Jani Sofija Kowalez                 | 7:5, 1:6, [11:9]  |
| 30. | 5. August 2018    | Bad Saulgau   | ITF $25.000+H | Sand              | Hélène Scholsen        | Lea Bošković Chiara Scholl                    | 6:2, 6:4          |
| 31. | 21. Dezember 2018 | Navi Mumbai   | ITF $25.000   | Hartplatz         | Jekaterina Jaschina    | Berfu Cengiz Jessy Rompies                    | 6:2, 6:1          |